# Kiersnówek
Kiersnówek – wieś w Polsce położona w województwie podlaskim, w powiecie bielskim, w gminie Brańsk. Leży nad Nurcem dopływem Bugu.
| SIMC    | Nazwa       | Rodzaj              |
| ------- | ----------- | ------------------- |
| 0024667 | Majorowizna | kolonia, do 2024 r. |
| 0024673 | Otapy       | kolonia             |

W 1921 roku wieś liczyła 12 domów i 73 mieszkańców, w tym 46 katolików i 27 prawosławnych.
W latach 1975–1998 miejscowość administracyjnie należała do województwa białostockiego.
Wierni kościoła rzymskokatolickiego należą do parafii Wniebowzięcia Najświętszej Maryi Panny w Brańsku.